# Сачуров (район Вранов-над-Топлёу)
Сачуров (словац. Sačurov) — деревня на востоке Словакии района Вранов-над-Топлёу Прешовского края.
Расположена в северо-восточной части Восточнословацкой низменности у подножия горного массива Сланске Врхи. Рядом течёт река Ольшава.
Через деревню проходит государственная автотрасса Вранов-над-Топлёу-Требишов.
Население — 2 301 человек (2013).

## История
Первое письменное упоминание о селе датируется 1402 годом.
В 1769 году в Сачурове был построен римско-католический костел в стиле позднего барокко. В 1809 году — греко-католическая церковь.

## Население
| Год:                | 1994 | 2004    | 2014     | 2024     |
| ------------------- | ---- | ------- | -------- | -------- |
| Количество человек: | 1849 | 2008    | 2338     | 2610     |
| Разница:            |      | +8,59 % | +16,43 % | +11,63 % |

### Статистические данные (2001)
Национальный состав:
- Словаки — 88,07 %,
- Цыгане — 10,30 %,
- Чехи — 0,10 %,
- Другие — 0,15 %.

Конфессиональный состав:
- Католики — 50,0 %,
- Греко-католики — 34,76 %,
- Протестанты — 0,41 %,
- Православные — 0,61 %,
- Атеисты и другие — 13,92 %.